# Thurageau
Thurageau est une commune du Centre-Ouest de la France, située près de Mirebeau et Lencloître, dans le département de la Vienne (région Nouvelle-Aquitaine).

## Géographie

### Géologie et relief
La région de Thurageau présente un paysage de plaines vallonnées plus ou moins boisées et des terres viticoles. Le terroir se compose :
- d'argilo pour 78 % et de sables verts pour 9 % sur les collines et les dépressions sableuses des bordures du Bassin parisien ;
- de champagnes ou aubues (ce sont des sols gris clair, argilo-limoneux, sur craie et donc calcaires) pour 6 % et de tuffeau blanc pour, aussi, 6 % sur les autres collines.

### Communes limitrophes
|                       | Chouppes Doussay | Lencloître |
| Mirebeau              | Thurageau        | Ouzilly    |
| Saint-Martin-la-Pallu |                  |            |

### Hydrographie
La commune est traversée par 3 km de cours d'eau.

### Climat
Pour des articles plus généraux, voir Climat de la Nouvelle-Aquitaine et Climat de la Vienne.
Historiquement, la commune est exposée à un climat océanique du nord-ouest.  
En 2020, Météo-France publie une typologie des climats de la France métropolitaine dans laquelle la commune est exposée à un climat océanique altéré et est dans la région climatique  Poitou-Charentes, caractérisée par un bon ensoleillement, particulièrement en été et des vents modérés.
Pour la période 1971-2000, la température annuelle moyenne est de 11,7 °C, avec une amplitude thermique annuelle de 14,6 °C. Le cumul annuel moyen de précipitations est de 691 mm, avec 10,8 jours de précipitations en janvier et 6,6 jours en juillet. Pour la période 1991-2020, la température moyenne annuelle observée sur la station météorologique la plus proche, située sur la commune de Neuville-de-Poitou à 9,2 km à vol d'oiseau, est de 12,5 °C et le cumul annuel moyen de précipitations est de 704,6 mm,. Pour l'avenir, les paramètres climatiques de la commune estimés pour 2050 selon différents scénarios d’émission de gaz à effet de serre sont consultables sur un site dédié publié par Météo-France en novembre 2022.

## Urbanisme

### Typologie
Au 1er janvier 2024, Thurageau est catégorisée commune rurale à habitat dispersé, selon la nouvelle grille communale de densité à sept niveaux définie par l'Insee en 2022.
Elle est située hors unité urbaine. Par ailleurs la commune fait partie de l'aire d'attraction de Poitiers, dont elle est une commune de la couronne,. Cette aire, qui regroupe 97 communes, est catégorisée dans les aires de 200 000 à moins de 700 000 habitants,.

### Occupation des sols
L'occupation des sols de la commune, telle qu'elle ressort de la base de données européenne d’occupation biophysique des sols Corine Land Cover (CLC), est marquée par l'importance des territoires agricoles (79,9 % en 2018), une proportion sensiblement équivalente à celle de 1990 (80,1 %). La répartition détaillée en 2018 est la suivante : 
terres arables (49,4 %), zones agricoles hétérogènes (29,2 %), forêts (19,2 %), cultures permanentes (1,3 %), zones urbanisées (0,9 %). L'évolution de l’occupation des sols de la commune et de ses infrastructures peut être observée sur les différentes représentations cartographiques du territoire : la carte de Cassini (XVIIIe siècle), la carte d'état-major (1820-1866) et les cartes ou photos aériennes de l'IGN pour la période actuelle (1950 à aujourd'hui).

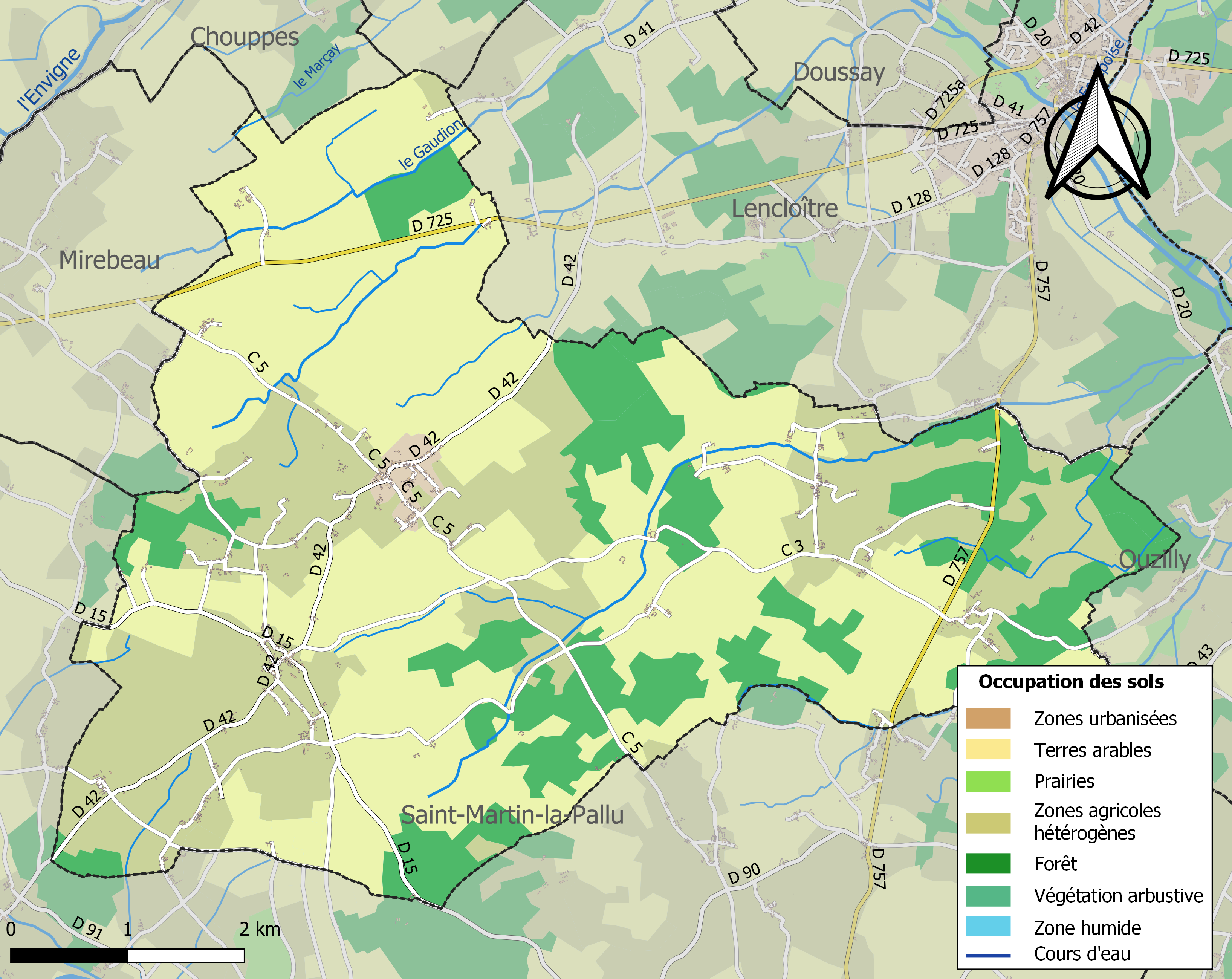
Carte des infrastructures et de l'occupation des sols de la commune en 2018 (CLC).

### Risques majeurs
Le territoire de la commune de Thurageau est vulnérable à différents aléas naturels : météorologiques (tempête, orage, neige, grand froid, canicule ou sécheresse), mouvements de terrains et séisme (sismicité modérée). Il est également exposé à un risque technologique,  le transport de matières dangereuses. Un site publié par le BRGM permet d'évaluer simplement et rapidement les risques d'un bien localisé soit par son adresse soit par le numéro de sa parcelle.

#### Risques naturels

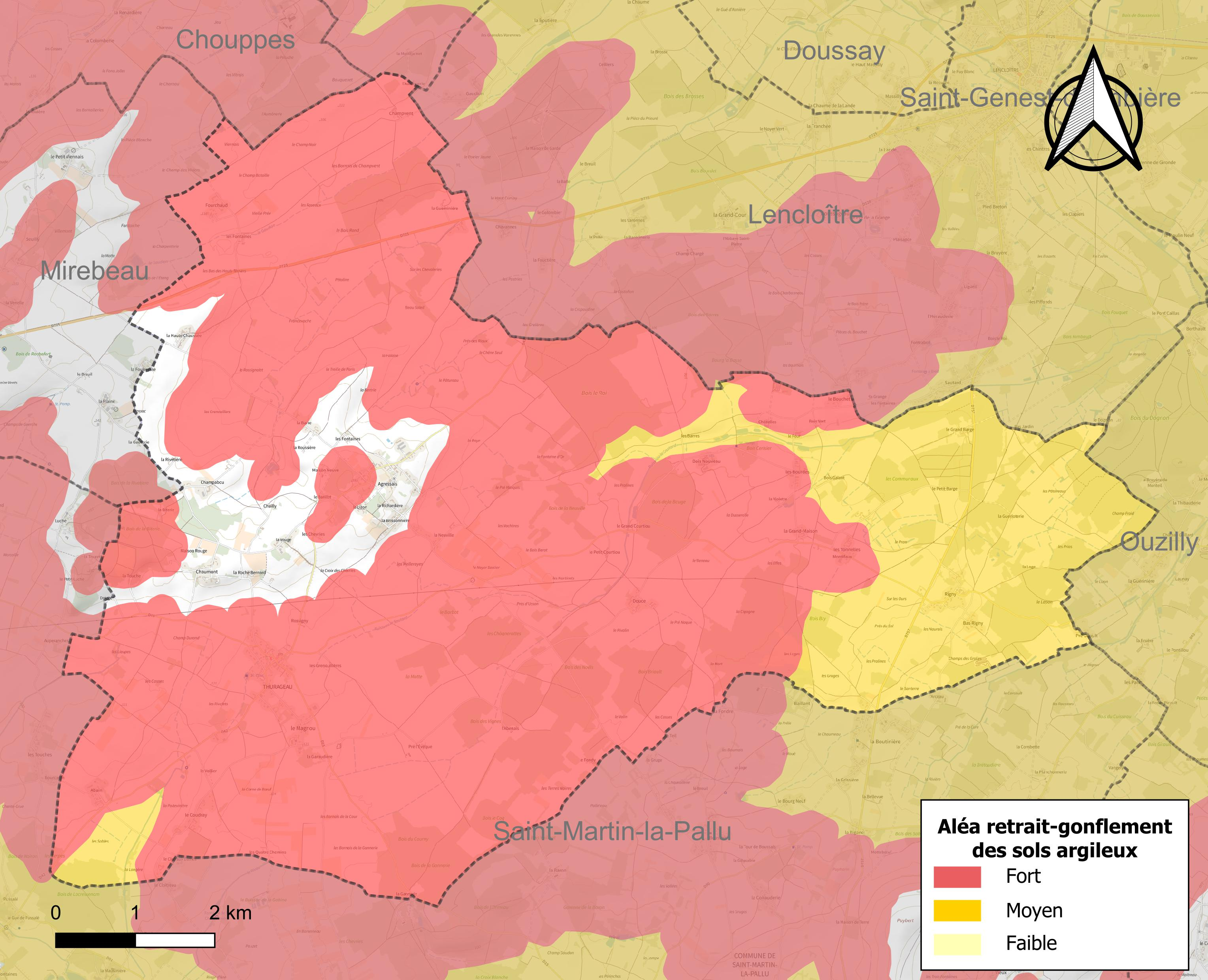
Carte des zones d'aléa retrait-gonflement des sols argileux de Thurageau.

Les mouvements de terrains susceptibles de se produire sur la commune sont des affaissements et effondrements liés aux cavités souterraines (hors mines) et des tassements différentiels. Afin de mieux appréhender le risque d’affaissement de terrain, un inventaire national permet de localiser les éventuelles cavités souterraines sur la commune. Le retrait-gonflement des sols argileux est susceptible d'engendrer des dommages importants aux bâtiments en cas d’alternance de périodes de sécheresse et de pluie. 91,9 % de la superficie communale est en aléa moyen ou fort (79,5 % au niveau départemental et 48,5 % au niveau national). Depuis le 1er octobre 2020, en application de la loi ÉLAN, différentes contraintes s'imposent aux vendeurs, maîtres d'ouvrages ou constructeurs de biens situés dans une zone classée en aléa moyen ou fort,.
La commune a été reconnue en état de catastrophe naturelle au titre des dommages causés par les inondations et coulées de boue survenues en 1982, 1999, 2010 et 2013, par la sécheresse en 1989, 2003 et 2005 et par des mouvements de terrain en 1999 et 2010.

## Histoire
Thurageau accueille favorablement les avancées de la Révolution française. Elle plante ainsi son arbre de la liberté, symbole de la Révolution, en septembre 1792 ; la souscription publique destinée à le financer a toutefois peu de succès.
En 1945, pour fêter la Libération et le retour de la République, un arbre de la liberté est planté. Ce tilleul est toujours vivant en 1988.

## Politique et administration

### Intercommunalité
Thurageau fait partie de la communauté de communes du Mirebalais qui associe les communes de Amberre, Champigny-le-Sec, Cherves, Chouppes, Cuhon, Maisonneuve, Massognes, Mirebeau,  Varennes et Vouzailles.

### Liste des maires
| Début | Fin      | Maire                       |  |
| 1831  | 1848     | Jean CLAVE                  |  |
| 1848  | 1859     | Martin de VEILLECHEZE*      |  |
| 1859  | 1870     | Auguste AURIAU              |  |
| 1870  | 1874     | Jean BARBOT                 |  |
| 1874  | 1901     | Théodormir TURQUAND D'AUZAY |  |
| 1901  | 1904     | Auguste THIBAULT            |  |
| ----- | -------- | --------------------------- |  |
| 1904  | 1919     | Alcide VALET                |  |
| 1919  | 1925     | Jean BOURGUIGNON            |  |
| 1925  | 1945     | Théophile PLOZEAU           |  |
| 1945  | 1965     | Albert BONNAVENTURE         |  |
| 1965  | 1971     | Gérard BOURGUIGNON          |  |
| 1971  | 1977     | Hébert BLAIS                |  |
| 1977  | 2001     | Gérard BOURGUIGNON          |  |
| 2001  | 2014     | Jacques FERLET              |  |
| 2014  | 2020     | Patrick OUVRARD             |  |
| 2020  | En cours | Marie-Claire PELLETIER      |  |

### Instances judiciaires et administratives
La commune relève du tribunal d'instance de Poitiers, du tribunal de grande instance
de Poitiers, de la cour d'appel  Poitiers, du tribunal pour enfants de Poitiers, du conseil de prud'hommes de Poitiers, du tribunal de commerce de Poitiers, du tribunal administratif de Poitiers et de la cour administrative d'appel  de  Bordeaux,  du tribunal des pensions de Poitiers, du tribunal des affaires de la Sécurité sociale de la Vienne, de la cour d’assises de la Vienne.

## Démographie
L'évolution du nombre d'habitants est connue à travers les recensements de la population effectués dans la commune depuis 1793. Pour les communes de moins de 10 000 habitants, une enquête de recensement portant sur toute la population est réalisée tous les cinq ans, les populations de référence des années intermédiaires étant quant à elles estimées par interpolation ou extrapolation. Pour la commune, le premier recensement exhaustif entrant dans le cadre du nouveau dispositif a été réalisé en 2006.

En 2022, la commune comptait 732 habitants, en évolution de −9,52 % par rapport à 2016 (Vienne : +0,6 %, France hors Mayotte : +2,11 %).
| 1793 | 1800 | 1806 | 1821 | 1831 | 1836 | 1841 | 1846  | 1851 |
| ---- | ---- | ---- | ---- | ---- | ---- | ---- | ----- | ---- |
| 800  | 875  | 814  | 884  | 892  | 956  | 955  | 1 062 | 810  |

| 1856  | 1861  | 1866  | 1872  | 1876  | 1881  | 1886  | 1891  | 1896  |
| ----- | ----- | ----- | ----- | ----- | ----- | ----- | ----- | ----- |
| 1 064 | 1 035 | 1 079 | 1 079 | 1 121 | 1 145 | 1 218 | 1 152 | 1 189 |

| 1901  | 1906  | 1911  | 1921  | 1926  | 1931 | 1936 | 1946 | 1954 |
| ----- | ----- | ----- | ----- | ----- | ---- | ---- | ---- | ---- |
| 1 133 | 1 155 | 1 140 | 1 040 | 1 018 | 974  | 955  | 873  | 903  |

| 1962 | 1968 | 1975 | 1982 | 1990 | 1999 | 2006 | 2011 | 2016 |
| ---- | ---- | ---- | ---- | ---- | ---- | ---- | ---- | ---- |
| 861  | 766  | 671  | 605  | 673  | 697  | 807  | 824  | 809  |

| 2021 | 2022 | - | - | - | - | - | - | - |
| ---- | ---- | - | - | - | - | - | - | - |
| 759  | 732  | - | - | - | - | - | - | - |

En 2008, selon l’Insee, la densité de population de la commune était de 23 hab./km2, contre 61 hab./km2 pour le département, 68 hab./km2 pour la région Poitou-Charentes et 115 hab./km2 pour la France.

## Économie
Selon la direction régionale de l'Alimentation, de l'Agriculture et de la Forêt de Poitou-Charentes, il n'y a plus que 47 exploitations agricoles en 2010 contre 74 en 2000.
Les surfaces agricoles utilisées ont paradoxalement augmenté de 19 % et sont passées de 2 155 hectares en 2000 à 2 578 hectares en 2010. Ces chiffres indiquent une concentration des terres sur un nombre plus faible d’exploitations. Cette tendance est conforme à l’évolution  constatée sur tout le département de la Vienne puisque de 2000 à 2007, chaque exploitation a gagné en moyenne 20 hectares.
55 % des surfaces agricoles sont destinées à la culture des céréales (blé tendre essentiellement mais aussi orges et maïs), 21 % pour les oléagineux (colza et tournesol), moins de 1 % pour les protéagineux et 6 % pour le fourrage.
En 2000, 57 hectares étaient consacrés à la vigne. La superficie consacrée à la vigne, pour la production des Haut-Poitou AOC, s'est accrue au cours de cette décennie pour atteindre 69 hectares (soit + 21 %). Elle est entretenue par 17 exploitations (33 en 2000).
Trois exploitations en 2010 (contre six en 2000) abritent un élevage de bovins (625 têtes en 2010 contre 404 têtes en 2000). Quatre exploitations en 2010 comme en 2000 abritent un petit élevage d'ovins (39 têtes en 2010 contre 4 têtes en 2000). L'élevage de volailles a  disparu au cours de cette décennie.

## Culture locale et patrimoine

### Lieux et monuments
- Église Saint-Pierre de Thurageau. Elle est inscrite à l'Inventaire général du patrimoine culturel[28].

#### Patrimoine civil
- Château d'Abain est inscrit comme monument historique depuis 1925 pour sa tour.

#### Patrimoine naturel
- La commune abrite une zone naturelle d'intérêt écologique, biologique, faunistique et floristique (ZNIEFF)[29] qui couvre 1 % de la surface communale : Les Quatre Chemins.

### Articles de Wikipédia
- Liste des communes de la Vienne
- Anciennes communes de la Vienne

## Sources